# Караа
Караа (порт. Caraá) — муниципалитет в Бразилии. входит в штат Риу-Гранди-ду-Сул. Составная часть мезорегиона Агломерация Порту-Алегри. Входит в экономико-статистический микрорегион Озориу, который входит в Агломерация Порту-Алегри. Население составляет 6713 человека на 2006 год. Занимает площадь 294,336 км². Плотность населения — 22,8 чел./км².
Праздник города — 25 октября.

## История
Город основан 28 декабря 1995 года.

## Статистика
- Валовой внутренний продукт на 2003 год составляет 27.221.902,00 реалов (данные: Бразильский институт географии и статистики).
- Валовой внутренний продукт на душу населения на 2003 год составляет 4.142,73 реалов (данные: Бразильский институт географии и статистики).
- Индекс развития человеческого потенциала на 2000 год составляет 0,734 (данные: Программа развития ООН).

## География
Климат местности: субтропический.